# James Dillet Freeman
James Dillet Freeman (1912- 9 de abril de 2003) fue un escritor, conferenciante y poeta estadounidense. Fue conocido como The "Poet Laureate" of Unity, el Poeta laureado de Unity, una de las instituciones más importantes del Nuevo Pensamiento.

## Datos biográficos
El reverendo Freeman nació en Washington, Delaware en 1912. Se graduó con honores de la Universidad de Misuri en 1932. En 1929 fue invitado por Myrtle Fillmore, cofundadora de Unity, a trabajar en la Unity School. Posteriormente pasaría a formar parte del equipo de Unity permanentemente en 1933. 
Sus trabajos han sido llevados a la Luna en dos ocasiones, una distinción que no comparte ningún otro autor. En julio de 1969 su Oración de Protección fue llevada a la Luna en el Apollo 11 por el piloto Edwin E. Aldrin Jr. Dos años más tarde Yo estoy ahí fue llevada a la Luna por el Coronel James B. Irwin.
En 2003, la ciudad de Lee's Summit, Misuri, declaró el 20 de marzo como el "Día de James Dillet Freeman", para honrar la vida, escritos y ministerio de Freeman en su noventa y un cumpleaños.